# Braquicèfal
Braquicèfal (del grec brachys, curt, i kephalé, cap) vol dir que hom té el crani curt des del front a la part posterior, mirant des de dalt. En canvi aquest crani presenta, mirant des de la mateixa òptica, una amplada més gran.
Terme derivat: Braquicefàlia, una malaltia.